# Jean-François Ott
Jean-François Laurent Ott (* 26. února 1965) je francouzsko-český podnikatel, investor a realitní magnát.
Po studiích ve Francii začal v roce 1987 podnikat na pařížské burze. Do Prahy přesídlil v roce 1991 a začal zde podnikat v realitách, později vybudoval realitní skupinu Orco. Tu převzal realitní magnát Radovan Vítek, převzetí dokončil v roce 2016.